# Didier Pironi
Didier Pironi, francoski dirkač Formule 1, * 26. marec 1952 , Villescresnes, Val-de-Marne, Francija, † 23. avgust 1987, Isle of Wight, Anglija, Združeno kraljestvo.
Didier Pironi je pokojni francoski dirkač Formule 1. Debitiral je v sezoni 1978 na Veliki nagradi Argentine s Tyrrellom. Prve točke je osvojil že na svoji drugi dirki za Veliko nagrado Brazilije s šestim mestom ter nato še petkrat v sezoni. V naslednji sezoni 1979 je naredil še korak naprej v karieri z dvema tretjima mestoma na Velikih nagradah Belgije in ZDA. V sezoni 1980 je dosegel svojo prvo zmago na dirki za Veliko nagrado Belgije ter s še štirimi uvrstitvami na stopničke zasedel peto mesto v prvenstvu. Nato je sledila selitev v Ferrari, kjer mu je po nekoliko slabši sezoni 1981, v sezoni 1982 odlično kazalo v boju za naslov prvaka z dvema zmagama na Velikih nagradah San Marina in Nizozemske ter še tremi uvrstitvami na stopničke, toda na Veliki nagradi Nemčije je doživel hudo nesrečo in zaradi poškodb ni mogel več dirkati do konca sezone, a kljub temu zasedel drugo mesto v prvenstvu. Leta 1986 se je po tem ko mu ni več uspelo dobiti sedeža v moštvu Formule 1, smrtno ponesrečil v nesreči z dirkalnim čolnom v Angliji.

## Popolni rezultati Formule 1
(legenda) (odebeljene dirke pomenijo najboljši štartni položaj, poševne pa najhitrejši krog, †-uvrščen kljub odstopu)
| Leto | Moštvo                | Šasija         | Motor       | 1        | 2       | 3        | 4        | 5       | 6       | 7       | 8       | 9       | 10      | 11      | 12      | 13      | 14      | 15     | 16    | Prv | Toč |
| ---- | --------------------- | -------------- | ----------- | -------- | ------- | -------- | -------- | ------- | ------- | ------- | ------- | ------- | ------- | ------- | ------- | ------- | ------- | ------ | ----- | --- | --- |
| 1978 | Elf Team Tyrrell      | Tyrrell 008    | Cosworth V8 | ARG 14   | BRA 6   | JAR 6    | ZZDA Ret | MON 5   | BEL 6   | ŠPA 12  | ŠVE Ret | FRA 10  | VB Ret  | NEM 5   | AVT Ret | NIZ Ret | ITA Ret | ZDA 10 | KAN 7 | 15. | 7   |
| 1979 | Team Tyrrell          | Tyrrell 009    | Cosworth V8 | ARG Ret  | BRA 4   | JAR Ret  | ZZDA DSQ | ŠPA 6   |         |         |         |         |         |         |         |         |         |        |       | 11. | 14  |
| 1979 | Candy Tyrrell Team    | Tyrrell 009    | Cosworth V8 |          |         |          |          |         | BEL 3   | MON Ret | FRA Ret | VB 10   | NEM 9   | AVT 7   | NIZ Ret | ITA 10  | KAN 5   | ZDA 3  |       | 11. | 14  |
| 1980 | Equipe Ligier Gitanes | Ligier JS11/15 | Cosworth V8 | ARG Ret  | BRA 4   | JAR 3    | ZZDA 6   | BEL 1   | MON Ret | FRA 2   | VB Ret  | NEM Ret | AVT Ret | NIZ Ret | ITA 6   | KAN 3   | ZDA 3   |        |       | 5.  | 32  |
| 1981 | Scuderia Ferrari      | Ferrari 126CK  | Ferrari V6  | ZZDA Ret | BRA Ret | ARG Ret  | SMR 5    | BEL 8   | MON 4   | ŠPA 15  | FRA 5   | VB Ret  | NEM Ret | AVT 9   | NIZ Ret | ITA 5   | KAN Ret | LVE 9  |       | 13. | 9   |
| 1982 | Scuderia Ferrari      | Ferrari 126C2  | Ferrari V6  | JAR 18   | BRA 6   | ZZDA Ret | SMR 1    | BEL DNS | MON 2   | VZDA 3  | KAN 9   | NIZ 1   | VB 2    | FRA 3   | NEM DNS | AVT     | ŠVI     | ITA    | LVE   | 2.  | 39  |